# Thanatus jaikensis
Thanatus jaikensis es una especie de araña cangrejo del género Thanatus, familia Philodromidae. Fue descrita científicamente por Ponomarev en 2007.

## Distribución
Esta especie se encuentra en Kazajistán.